# 九州生乳販売農業協同組合連合会
九州生乳販売農業協同組合連合会（きゅうしゅうせいにゅうはんばいのうぎょうきょうどうくみあいれんごうかい、略称：九州生乳販連）は、福岡県福岡市博多区に本部を置く専門農協上部組織で、指定生乳生産者団体である。生乳の販売・物流の合理化、的確な需給調整、牛乳の飲用需要の拡大などを目的とし、2000年に発足した。

## 組織概要
- 所在地 - 福岡県福岡市博多区博多駅前四丁目32-18
- 設立 - 2000年4月1日
- 出資金 - 7,000万円
- 代表理事会長　中村　隆馬
- 令和４年度の生乳受託販売額 - 661.0億円
- 令和４年度の受託乳量 - 575,374トン
- 会員団体
  - ふくおか県酪農業協同組合
  - 佐賀県農業協同組合（JAさが）
  - 長崎県酪農業協同組合連合会
  - 熊本県酪農業協同組合連合会（らくのうマザーズ）
  - 大分県酪農業協同組合
  - 宮崎県経済農業協同組合連合会（JA宮崎経済連）
  - 鹿児島県酪農業協同組合

## 沿革
- 1998年6月30日 - 九州地区における指定生乳生産者団体設立準備委員会発足
- 1999年11月30日 - 創立総会
- 2000年1月31日 - 設立認可
- 2000年3月1日 - 設立登記
- 2000年4月1日 - 7県知事から指定生乳生産者団体として指定を受けた「九州生乳販売農業協同組合連合会」発足
- 2001年4月1日 - 農林水産大臣から指定生乳生産者団体として指定を受ける
- 2007年4月1日 - 熊本市東区戸島5-10-15に生乳検査所を設置
- 2010年4月1日 - 2010年度から始まった生乳検査の精度管理が出来ている検査機関に与えられる「精度管理認証制度」の開始と同時に、全国14箇所の生乳検査施設の一つとして乳脂肪・無脂固形分・体細胞数・検体採取部門の項目の認証を取得
- 2013年5月1日 - 総務部・販売部に加え検査部を設置 3部体制となる

## PR活動
2006年アニメーションを用いたテレビCM「ミルとミクの九州牧場物語」
「九州の風と空と大地から」のキャンペーンを九州内に展開した。
2008年には出演には入来茉里を起用、歌にはらっぷびとを起用したCMを放映し、牛乳の需要拡大と酪農に対する理解醸成活動を継続して行なっている。
「九州 Love Milk Club」のキャンペーンを展開中。